# 白鳥古墳
白鳥古墳（日语：／ Shiratorikofun）是位於日本山口縣熊毛郡平生町佐賀一處前方後圓墳，山口縣指定史跡，是山口縣規模最大的古墳，推測建於古墳時代中期（5世紀）。

## 概要

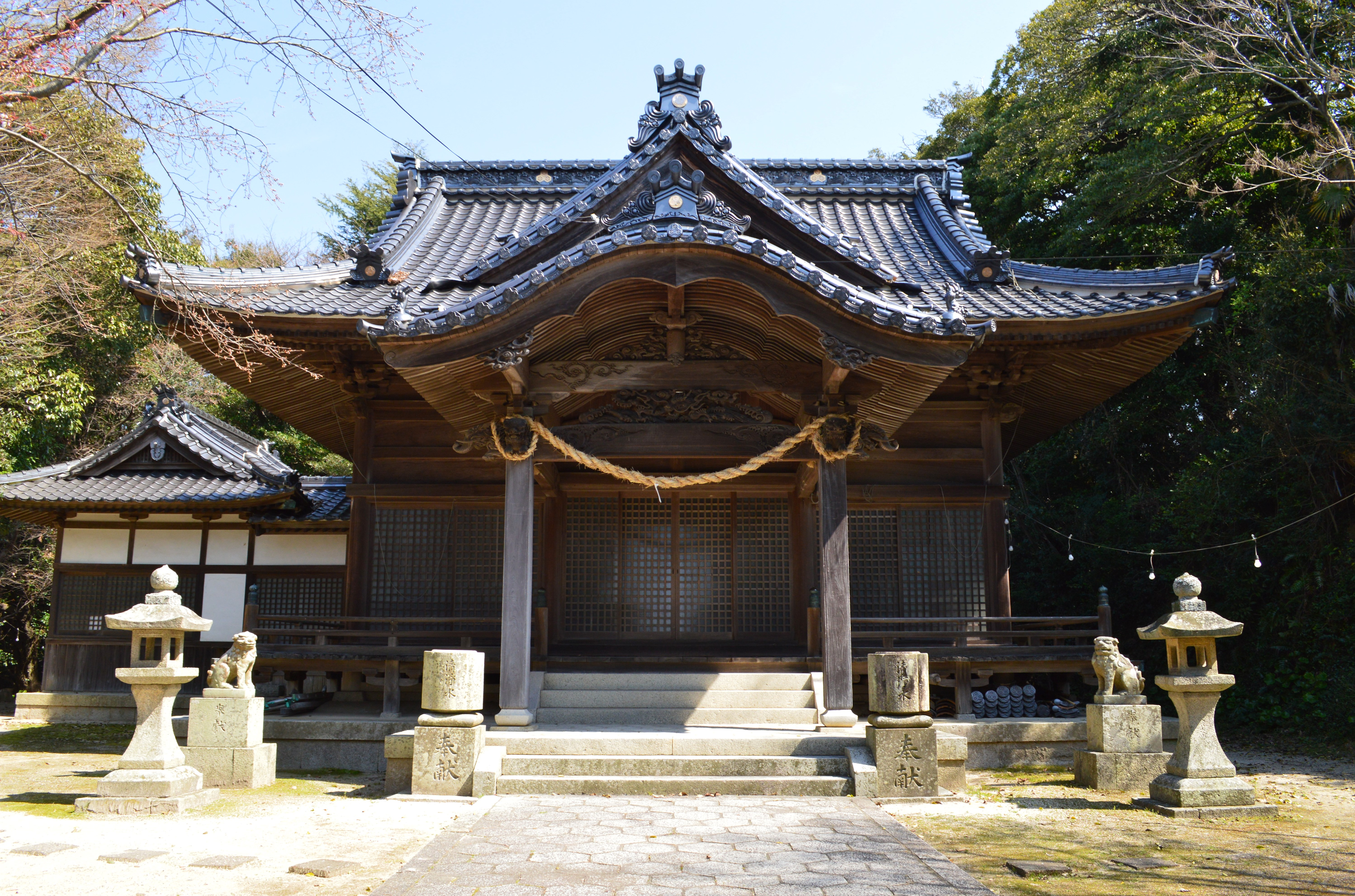
鎮座於墳丘上的白鳥神社

古墳是位於山口縣東部平生町的中部，熊毛半島西岸小丘陵前端的大型古墳，1913年弘津史文調查後，判定屬於前方後圓墳。
古墳的前方部分朝西北偏北，墳丘則有3段造成。1973年，廣島大學為了編纂平生町史而進行了測量調查，得出墳丘長120米的結果，從而確認其為瀨戶內地方西部山口縣和廣島縣最大規模的古墳。後圓部分的中央位置則是白鳥神社，興建期間挖去了部分墳丘。墳丘表面有葺石和埴輪（圓筒埴輪和形象墳輪），四周有闊15至20米的周濠），也有陪葬墓。墓室形態是豎穴式石室，在江戶時代寬文2年（1749年），白鳥神社社殿重建時，從石室內的石櫃（或指箱式石棺）中出土了銅鏡等大量文物。
古墳推測建於古墳時代中期（5世紀），視為瀨戶內海西部有力豪族周防國造一族的首長墓，附近建有據指是前代首長墓的柳井茶臼山古墳和後代首長墓的阿多田古墳、神花山古墳等等。
1971年，古墳域與陪葬墓、周壕成為山口縣指定史跡，出土文物則於1981年成為山口縣指定有形文物。

## 規模

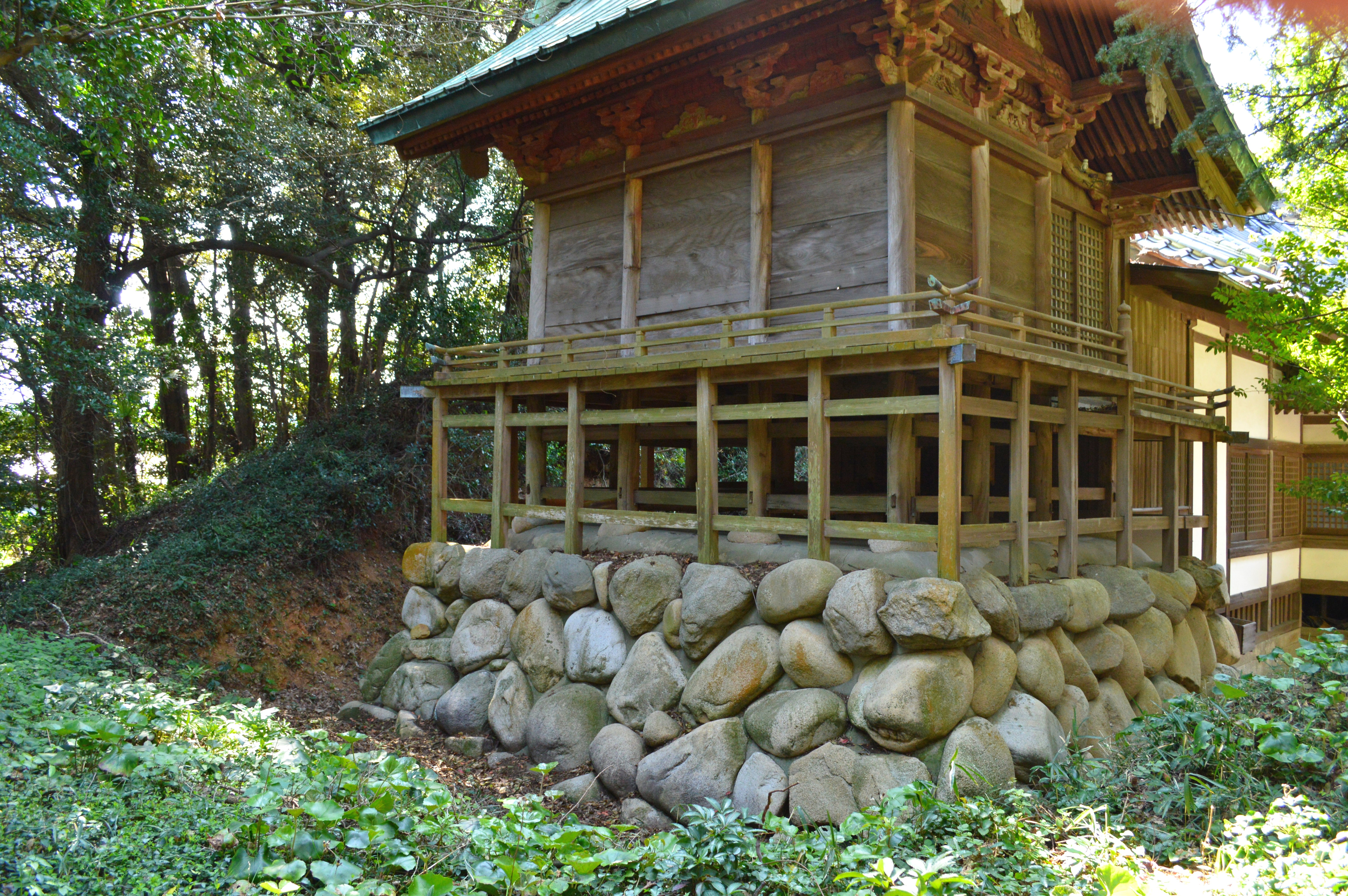
後圓部分 後圓墳丘挖去部分後，正中央坐落著白鳥神社正殿
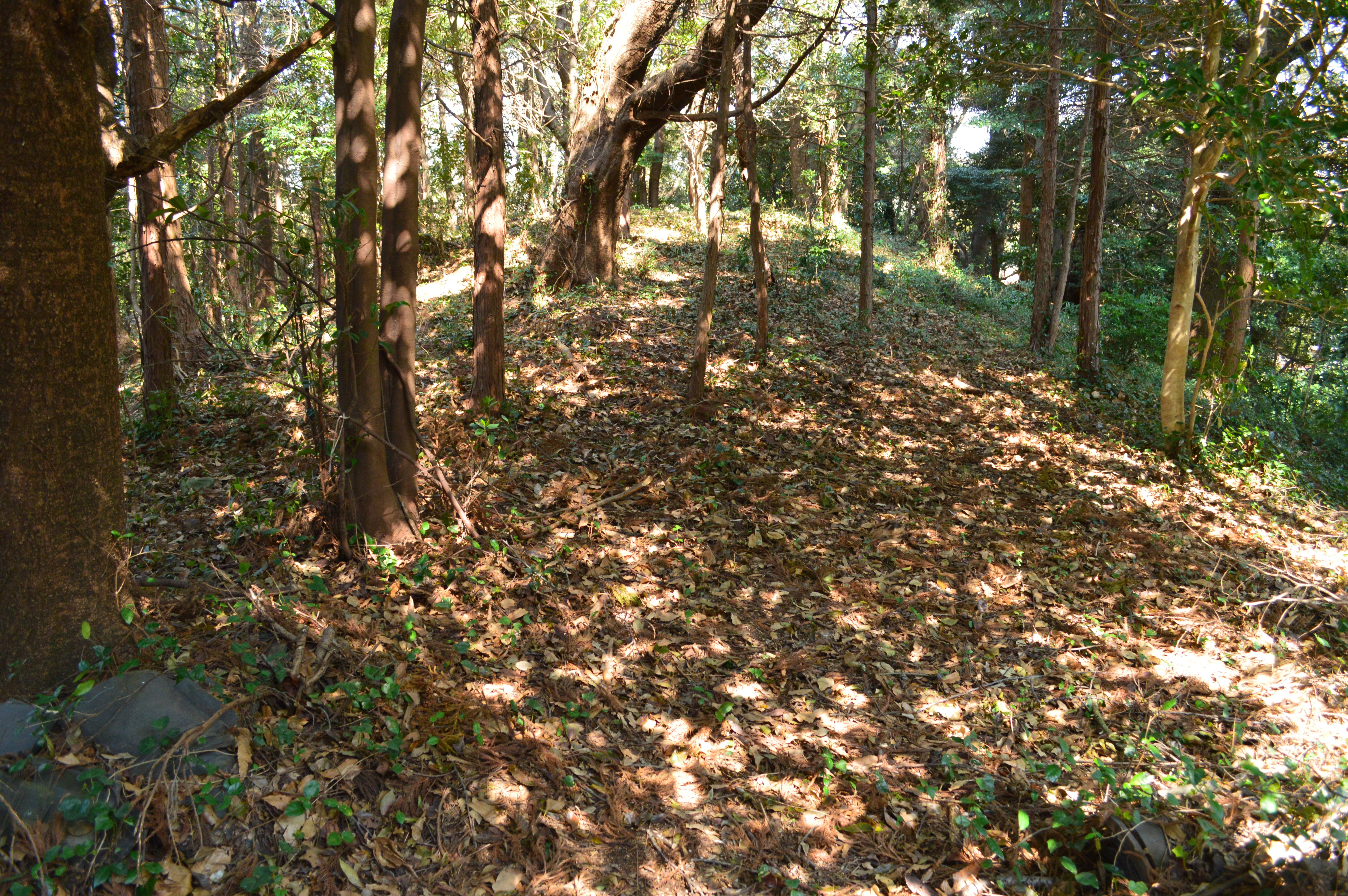
從後圓部望向前方部分

古墳的規模如下。
- 墳丘長：120米
- 後圓部分：3段建成。
  - 直徑：64米
  - 高：11米
- 前方部分：3段建成。
  - 闊：60米
  - 高：8.5米

周濠闊20.8米，深2.1米。
- 後圓部分
後圓墳丘挖去部分後，正中央坐落著白鳥神社正殿
- 從後圓部望向前方部分

## 出土文物

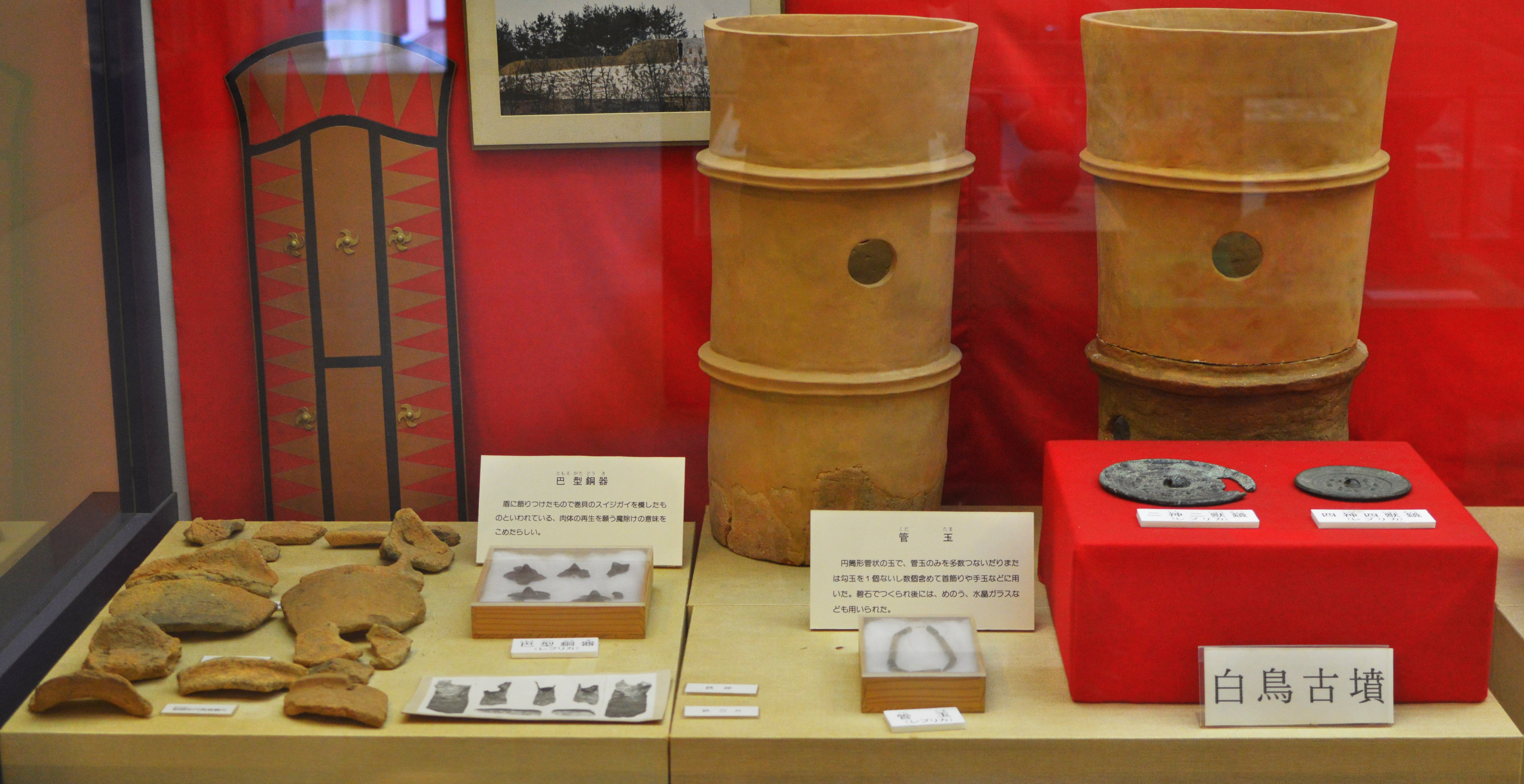
除了埴輪碎片以外均是複製品，藏於平生町歷史民俗資料館

按注進案記載，寬延元年（1748年），白鳥神社的社殿因大風嚴重損壞，重建時在社殿原址出土了大量文物。其後，出土文物成為白鳥神社的社寶，流傳至今。相關出土文物以「白鳥古墳出土品」的名義指定為山口縣指定有形文物。分別如下
- 二神二獸鏡1面
直徑18厘米的仿製鏡。平緣，外圍是波浪紋和鋸齒紋，內圍有四乳突區隔，刻有二神二獸。
- 四神四獸鏡1面
直徑13.2厘米的仿製鏡。平緣，外圍是波浪紋和鋸齒紋，內圍有八乳突區隔，刻有四神四獸。
- 巴形銅器5個
- 鐵斧頭5個
- 鐵刀3片
- 鐵鋤頭1片
- 管玉（日语：管玉）11個
- 形象埴輪片1片

## 陪葬墓

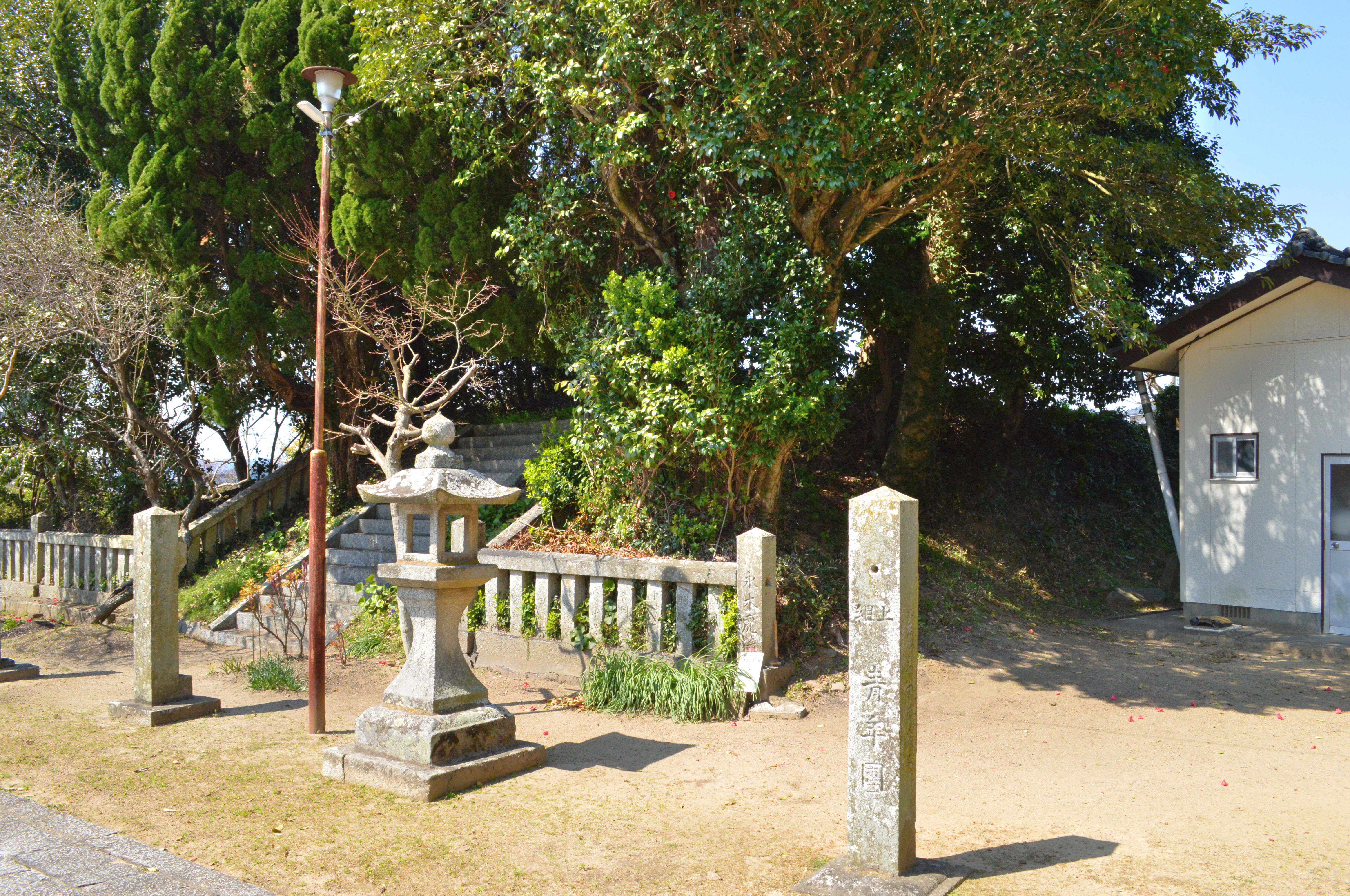
陪葬墓

古墳的後圓部分西南方向約18米，有一座陪葬墓，為長24米，闊13米的長方形狀，高約2.3米，內部尚未經過調查。有些說法則認為並非陪葬墓，而是白鳥古墳的周堤帶。

## 文物

### 山口縣指定文物
- 有形文物
  - 白鳥古墳出土品（考古資料）—1981年3月24日指定[7]。
- 史跡
  - 白鳥古墳、陪葬墓和周濠—1971年1月12日指定[6]。

## 外部連結
- 白鳥古墳　付陪塚及び周濠
- 白鳥古墳出土品 （页面存档备份，存于）
- 古墳 > 白鳥古墳 （页面存档备份，存于）